# P.J. Carlesimo
Peter J. "P.J." Carlesimo, (nacido el 30 de mayo de 1949 en Scranton, Pensilvania) es un entrenador de baloncesto estadounidense.